# Humanes de Madrid
Humanes de Madrid é um município da Espanha, na província e comunidade autônoma de Madrid. Tem 19,46 km² de área e em 2021 tinha 19 736 habitantes (densidade: 1 014,2 hab./km²). Limita com os municípios de Fuenlabrada, Griñón, Moraleja de Enmedio e Parla.